# Sam Sharma
Sam Sharma (Augsburgo, 1993) es un actor británico nacido en Alemania.

## Primeros años
Nacido en Augsburgo de padres ingleses de origen indio, Sam pasó la mayor parte de su infancia y adolescencia creciendo entre Inglaterra y Alemania. Su primer contacto con el mundo del cine y el teatro se produjo cuando un agente de talentos se puso en contacto con él durante su estancia en Los Ángeles. Más tarde se matriculó en la London Academy of Music and Dramatic Art para dedicarse profesionalmente a la interpretación. Criado en un hogar multilingüe, habla con fluidez inglés, alemán, hindi y punjab. Reside en Londres.

## Filmografía
- The Street (2017) como Brad.
- Operation Cobra (2017) como News Reporter.
- Charlotte Link: Die Suche (2021) como William Tyler.
- Sweet Potato (2022) como Tarran.
- The Area 51 Incident (2022) como Jake.
- Devolution (2022) como Soldado.
- Damsel (2023) como Caballero.[3]
- Indiana Jones and the Dial of Destiny (2023) como Bidder.